# عارف آل حيدر
عارف صالح آل حيدر مواليد 20 يونيو 1997 في نجران، السعودية، هو لاعب كرة قدم سعودي يلعب لنادي العدالة.

## مسيرة اللاعب
لعب في نادي نجران ونادي ضمك ونادي العدالة.